# Морины

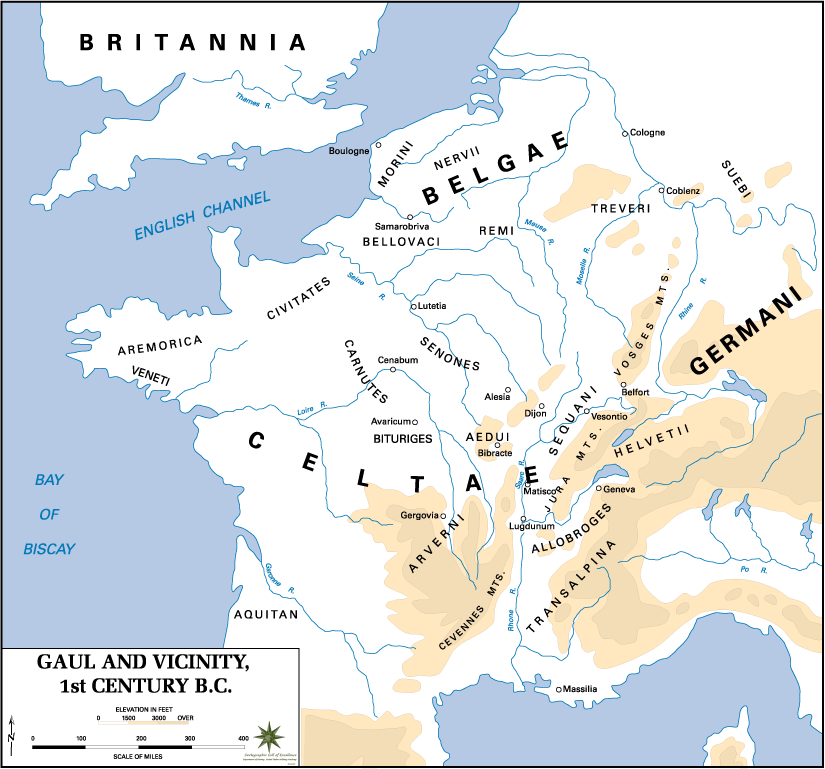
Морины (Morini, Μορινοί), на иностранной схеме Западной Европы.

Морины (Morini, Μορινοί) — кельтский народ на северном берегу римской Галлии, на западе, рядом с нервиями и менапиями, одно из племен белгов, живших к северу от реки Шельды.
В III веке до нашей эры морины вместе с атребатами и амбианами пересекли Рейн и образовали союз между собой. Морины осели в землях между рекой Лис и Шельдой в Фландрии, современном регионе О-де-Франс. Страна, занимаемая этим храбрым и сильным народом, была покрыта лесами и болотами. В 56 году до н. э. морины были побеждены главой Древнего Рима Цезарем, а окончательно покорены в 29 году до н. э..
Когда Цезарь со своим войском вторгся во Фландрию (Бельгию) морины выставили около 25 000 воинов против его войска и оказали ожесточенное сопротивление, но силы были не равны, и римляне их победили. После их завоевания в 56 году до нашей эры Цезарь подчинил их атребатам, но они не смирились и не раз восставали (бунтовали) против римлян, в 33 году до нашей эры и в 30 году до нашей эры.
Главный (один из важнейших) город моринов Гессориакум (ныне Булонь) с его портом Итием (Itius) послужил для Цезаря отправной точкой для завоевания Англии (Британии), так как туда, из области занимаемой моринами, был самый короткий путь.